# Jelena Minajeva
Jelena Jevgenjevna Minajeva (Russisch: Елена Евгеньевна Минаева) (Moskou, 17 februari 1972) is een Russische basketbalspeelster, die speelt voor het nationale team van Rusland. Ze werd Meester in de sport van Rusland, Internationale Klasse.

## Carrière
Minajeva speelde haar hele carrière bij Dinamo Moskou die begon in 1990. Met die club werd ze vier keer Landskampioen van Rusland in 1998, 1999, 2000 en 2001. In 2002 stopte ze met basketballen.
Met het nationale team van Rusland haalde Minajeva zilver op het Wereldkampioenschap in 1998.

## Erelijst
- Landskampioen Rusland: 4
  - Winnaar: 1998, 1999, 2000, 2001
  - Tweede: 1996
  - Derde: 1995, 1997, 2002
- Wereldkampioenschap:
  - Zilver: 1998